# Bailliage de Mâcon
 (décembre 2022).
Si vous disposez d'ouvrages ou d'articles de référence ou si vous connaissez des sites web de qualité traitant du thème abordé ici, merci de compléter l'article en donnant les références utiles à sa vérifiabilité et en les liant à la section « Notes et références ».
Le bailliage de Mâcon est une ancienne entité administrative, ayant existé jusqu'en 1790.

## Géographie
Le bailliage de Mâcon avait une étendue quelque peu étrange, résultant des circonstances historiques de sa formation, exception faite à l'est, le long de la Saône (et malgré tout, de ce côté, lui appartenaient trois paroisses situées sur la rive gauche du fleuve, en Bresse). 
Ayant une pointe au sud, jusqu'à une cinquantaine de kilomètres de Lyon, sa limite méridionale correspondait à l'actuelle frontière des deux départements du Rhône et de Saône-et-Loire (trois communes cependant, Lancié, Saint-Bonnet et Aigueperse, aujourd'hui dans le Rhône, dépendaient toutefois à cette époque du Mâconnais). 
A l'Ouest, le bailliage possédait la majeure partie du Brionnais (à l'exception de Semur) et poussait une pointe jusqu'à la Loire (Marcigny), mais revenait ensuite très vite vers le nord-est, en contournant le comté de Charolais. 
Au Nord, une excroissance de taille, rattachée au reste du bailliage par un petit pédoncule, correspondait à la châtellenie royale de Saint-Gengoux-le-Royal. Sur la Saône, la région de Tournus constituait la limite septentrionale du Mâconnais.

## Histoire
Lorsqu'en 1239, Jean de Braine, sans postérité, vend son comté de Mâcon à Saint-Louis avant de partir pour une croisade dont il ne reviendra pas, le roi transfère le bailliage de Saint-Gengoux à Mâcon d'où il surveille Lyon, alors ville d'Empire. 
Le bailli, installé dans le château comtal, sera l'un des principaux instruments de l'expansion du royaume capétien vers le sud-est, notamment l'annexion de Lyon en 1312. Les baillis de Mâcon prennent alors aussi la charge de sénéchal de Lyon, qu'ils conserveront jusqu'en 1417. 

## Baillis
Le plus illustre bailli de Mâcon est sans doute Philibert de La Guiche, qui réussit, au temps des guerres de religion, à empêcher le massacre de nombreux protestants de Mâcon en les faisant simplement emprisonner. À la même époque, vers 1563, le bailliage fut transféré à Prissé en raison de l'épidémie de peste qui sévissait à Mâcon, une rue de la ville porte son nom.
Antoine Desbois et ses descendants portent le titre de « grand bailli d'épée du Mâconnais ».
Le Mâconnais eut successivement pour baillis :
| Identité                                 | Né        | Mandat                     | †                                      |
| ---------------------------------------- | --------- | -------------------------- | -------------------------------------- |
| Guy Chevrier                             |           | 1241 - 1244                | 1244 assassiné par Alard de Montbellet |
| Robert de Sans-Avoir                     |           | cité en 1272, 1277 et 1284 |                                        |
| Philippe II, seigneur de Chauvirey       |           | vers 1314                  |                                        |
| Pierre de Saint-Laurent                  |           | vers 1327                  |                                        |
| Philippe de Chaveyrieu                   |           | vers 1332                  |                                        |
| Robert de Bonnay                         |           | nommé le 27 sept. 1413     | 1415 lors de la bataille d'Azincourt   |
| Philippon de Bonnay                      |           | vers 1417                  |                                        |
| Gérard de La Guiche                      |           | nommé en 1419              |                                        |
| Jean de Châteaumorand                    | 1352      |                            | 1429                                   |
| Imbert, seigneur de Groslée              | vers 1400 | vers 1430                  |                                        |
| Antoine de Toulongeon                    |           |                            | 1432                                   |
| Jean de Damas                            |           | nommé le 20 janv. 1446     |                                        |
| Louis de Chantemerle et de la Clayette   |           | vers 1463                  |                                        |
| Claude de La Guiche (fils de Gérard)     |           | vers 1470                  |                                        |
| Tanneguy de Joyeuse                      | 1420      |                            | 1480                                   |
| Jean II de La Roche-Aymon                | 1441      | vers 1489                  | 1511                                   |
| Henri Bohier (ou Boyer)                  |           | début XVIe siècle          |                                        |
| Hardy de Jaucourt, seigneur de Vault     |           | vers 1520                  |                                        |
| Pierre de La Guiche (fils de Claude)     | 1464      |                            | 1544                                   |
| Gabriel de La Guiche (fils de Pierre)    | 1497      | 1544                       | 1559                                   |
| Philibert de La Guiche (fils de Gabriel) |           | vers 1567                  | 1573                                   |
| Philibert de Paffy                       |           | 1574                       |                                        |
| Charles de Busseul Saint-Sernin          |           | 1579                       | 1587                                   |
| Pierre de Dormy                          |           | 1595, 1597, 1599, 1600     |                                        |
| Ponthus de Cibérans                      |           | 1618                       |                                        |
| Charles de Saulx                         |           | 1626                       | 1629                                   |
| Claude-François de Saulx                 |           | 1629                       | ?                                      |
| Pierre de Bessac                         |           | 1646                       | ?                                      |
| Jean de Bellecombe                       |           | 1669                       | au moins 1688                          |
| Antoine Desbois                          |           | au moins 1695              | 1734                                   |
| Pierre-Salomon Desbois                   |           | 1735                       | 1753                                   |
| Pierre-Salomon-Antoine Desbois           |           | 1754                       | 1789                                   |